# Nanterre
Nanterre (/nɒ̃ˈtɛər/, francosko [nɑ̃tɛʁ]) je prefektura departmaja Hauts-de-Seine v zahodnem predmestju Pariza. Je približno 11 km severozahodno od središča Pariza. Leta 2018 je občina imela 96.807 prebivalcev.
Vzhodni del Nanterra, ki meji na občini Courbevoie in Puteaux, vsebuje majhen del pariškega poslovnega okrožja La Défense in nekaj najvišjih stavb v pariški regiji. Ker so sedeži številnih velikih korporacij v La Défense, je sodišče v Nanterru v medijih dobro znano po številnih odmevnih tožbah in sojenjih, ki potekajo v njem. Mesto Nanterre vključuje tudi Paris West University Nanterre La Défense, eno največjih univerz v pariški regiji.

## Ime
Ime Nanterre je nastalo pred rimsko osvojitvijo Galije. Rimljani so ime zapisali kot Nemetodorum. Sestavljena je iz keltske besede nemeto, ki pomeni »svetišče« ali »sveto mesto« in keltske besede duron (srednji rod) »trd, žilav, vzdržljiv«. Omenjeni sveti kraj naj bi bil znano svetišče, ki je obstajalo v starih časih.
Prebivalci Nanterra se imenujejo Nanterrien(ne)s ali Nanterrois(es).

## Zgodovina
Antično svetišče, ki se etimološko imenuje, je bilo po izročilu postavljeno v Mont-Valérien. Vendar pa so arheološka odkritja med letoma 1994 in 2005 odkrila galsko nekropolo, ki je bila datirana v 3. stoletje pr. n. št. in prav tako sprožijo razpravo o natančni lokaciji predrimske prestolnice Parizov in začetnem mestu Lutecije, rimske dobe Pariza. Velika nekropola, kot tudi domovi delavcev iz časa pozneje v antičnem obdobju, je blizu brega Sene, na severozahodu Nanterra, in bi lahko bil sveti kraj, ki se ga etimološko omenja. Lutecijo omenja Julij Cezar leta 50 pr. n. št. in poroča o zboru v Luteciji leta 53 pr. n. št. med njim, poveljnikom rimskih legij, in lokalnimi galskimi voditelji. Čeprav se je domnevalo, da je to morda Île de la Cité, večinoma odkar Cezar omenja otok, reka pri Nanterru sledi dvema kanaloma okoli otoka. Leta 52 pr. n. št. so se Parizi oborožili z galskim vojnim voditeljem Vercingetorixom, premagal jih je Titus Labienus, eden od Cezarjevih legatov. Cezar v svojih komentarjih omenja, da so Parizi porušili mostove in požgali Lutecijo pred prihodom rimskih sil. Arheološka dela v Nanterru kažejo na več kot 15 hektarjev predrimskih ali rimskih stavb. Te arheološke najdbe so lahko znak, da je bil Nanterre najbližja predrimska naselbina sodobnemu središču mesta.ref>Histoire et Histoires: Du 5ème Volume 1 Editions Depeyrot Paris 2014</ref>
Sv. Genevieve, zavetnica Pariza, se je rodila v Nanterru ok. 419–422.
27. marca 2002 je Richard Durn, nezadovoljni lokalni aktivist, ustrelil in ubil osem mestnih svetnikov, 19 drugih pa je bilo ranjenih v pokolu, ki ga je francoski tisk poimenoval Nanterre. 28. marca se je morilec ubil s skokom iz 4. nadstropja 36 Quai des Orfèvres v Parizu, medtem ko sta ga dva policista zasliševala o razlogih za njegov umor v mestni hiši Nanterre.

## Administracija
Nanterre je sedež dveh kantonov:
- Canton of Nanterre-1; ustanovljen je bil ob reorganizaciji francoskega kantona, ki je začela veljati marca 2015. Njegov sedež je v Nanterru. Sestavlja ga del občine Nanterre.
- Canton of Nanterre-2; sesatvljata ga občini Nanterre (del) in Suresnes.

Okrožje Nanterre je francosko okrožje v departmaju Hauts-de-Seine v regiji Île-de-France. Ima 17 občin. Ima 900.667 (2019) prebivalcev, njegova površina pa 91,8 km². Občine okrožja Nanterre in njihove kode INSEE so:
1. Asnières-sur-Seine (92004)
2. Bois-Colombes (92009)
3. Clichy (92024)
4. Colombes (92025)
5. Courbevoie (92026)
6. Garches (92033)
7. La Garenne-Colombes (92035)
8. Gennevilliers (92036)
9. Levallois-Perret (92044)
10. Nanterre (92050)
11. Neuilly-sur-Seine (92051)
12. Puteaux (92062)
13. Rueil-Malmaison (92063)
14. Saint-Cloud (92064)
15. Suresnes (92073)
16. Vaucresson (92076)
17. Villeneuve-la-Garenne (92078)

## Zanimivosti
- Stolnica Sainte-Geneviève-et-Saint-Maurice, sedež škofije Nanterre od njene ustanovitve 9. oktobra 1966,
- Park André-Malraux,
- Gledališče Nanterre-Amandiers.

## Pobratena mesta
Nanterre je pobraten z:
- Craiova, Romunija
- Pesaro, Italija
- Tlemcen, Alžirija
- Veliki Novgorod, Rusija
- Watford, Anglija, Združeno kraljestvo
- Žilina, Slovaška